# Réserve écologique de Buenos Aires
La Réserve écologique de Buenos Aires (espagnol : Reserva Ecológica de Buenos Aires), également appelée Réserve écologique côtière Sud (espagnol : Reserva Ecológica Costanera Sur), est un énorme espace vert de 350 hectares (3,5 kilomètres carrés) situé dans la ville de Buenos Aires, capitale de l'Argentine. 

## Situation
Cette importante superficie est située sur la côte du Río de la Plata, dans le quartier de Puerto Madero. Elle a une importance capitale notamment du point de vue de la préservation des oiseaux migrateurs, si bien qu'elle a acquis le statut de Site Ramsar en 2005.
La réserve se trouve sur un terrain étendu gagné sur le río, par remplissage d'une (petite) portion de ce dernier par les décombres des démolitions opérées dans la ville pour la construction des autoroutes dans les décennies 1970 et 80.
Trois pièces d'eau s'y sont formées. Ce sont la laguna de los Coipos (lagune des ragondins), celle de los Patos (des canards) et celle de las Gaviotas (des goélands).

## Historique
Bien que l'objectif originel de ces remplissages était de les urbaniser pour les convertir en un "élargissement du centre-ville", ce projet fut finalement annulé et les terrains constitués restèrent à l'abandon.
Durant ces années d'abandon, la nature fit valoir tous ses droits et, spontanément se développa sur ces terres un véritable étalage des différents écosystèmes natifs de la plaine chacopampéenne : des pâturages, trois lagunes, des bois de saules et d'acacias, etc., avec une incroyable richesse tant en ce qui concerne la faune que la flore.

## Faune
On observe au cours des différentes époques de l'année pas moins de 250 espèces d'oiseaux, 9 d'amphibiens, 23 de reptiles, 10 de mammifères et 50 de papillons, entre autres. 
Le site possède d'abondantes populations estivales d'oiseaux aquatiques, et parmi elles 
des éléments emblématiques typiques des lagunes pampéennes comme le cygne à cou noir (cygnus melancoryphus) et le cygne coscoroba (coscoroba coscoroba), tous deux inscrits dans l'appendice II de la CITES, différentes espèces de canards 
et de foulques (genre Fulica - appelés localement gallaretas).
On y voit aussi des porphyrula martinica, des gallinula (poules d'eau), des aramus guarauna (ou carao), des casmerodius albus (ou grande aigrette), des egretta thula (aigrettes appelées ici garza), des botaurus pinnatus (butors d'Amérique du Sud), des ixobrychus involucris (ou mirasoles), des espèces du genre podiceps (grèbe ou macá en argentine), ainsi que des cormorans ou phalacrocorax olivaceus (appelés localement biguá), et des rapaces adaptés aux milieux aquatiques. 
Les trois pièces d'eau et les zones marécageuses qui les entourent sont habitées par des espèces de mammifères comme le myocastor coypus (ou coipo ou nutria, en français ragondin). 
Ce milieu renferme en plus des populations stables de rongeurs sylvestres comme l'akodon azarae (ratón de campo común), le cavia aperea pamparum (ou cochon d'Inde sauvage appelé cuí en Argentine), l'oligoryzomys flavescens (ratón colilargo menor), le calomys musculinus (laucha bimaculada), et aussi des marsupiaux comme le lutreolina crassicaudata (ou comadreja colorada) et le didelphis albiventris (ou comadreja overa). Enfin différentes espèces de chauve-souris du genre myotis (appelées murciélago en espagnol).
Dans les marécages et les prés qui les entourent, il est fréquent d'observer de nombreuses espèces de serpents aquatiques et semi-aquatiques ainsi que, particulièrement remarquée, une espèce de lézard, tupinambis teguixin (lagarto overo). 

Parmi l'ichtyofaune (poissons) on doit souligner la présence d'espèces comme le prochilodus lineatus (ou sábalo), le leporinus obtusidens (ou boga), l'hoplias malabaricus (ou tararira), l'astyanax fasciatus, le cheirodon interruptus (ou mojarras), le rhamdia sapo (ou bagre sapo), le pimelodus maculatus (bagre amarillo), l'hypostomus commersoni (ou vieja de agua), le cichlasoma fascetus et le gymnogeophagus meridionalis (appelé chanchitas), le jenynsia lineata et le cnesterodon decemmaculatus (madrecitas). Ces poissons constituent un superbe échantillon de la faune ichtyque endémique et originelle du bassin du Paraná, et font partie des différentes chaines trophiques, collaborant ainsi non seulement à l'entretien des lagunes (ils sont herbivores et insectivores), mais aussi à l'existence des populations d'oiseaux ichtyophages (comme les cormorans, les macas, les aigrettes et les hérons) et de tortues.

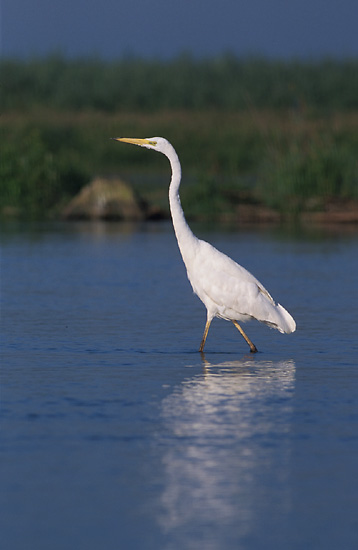
Casmerodius albus ou grande aigrette.
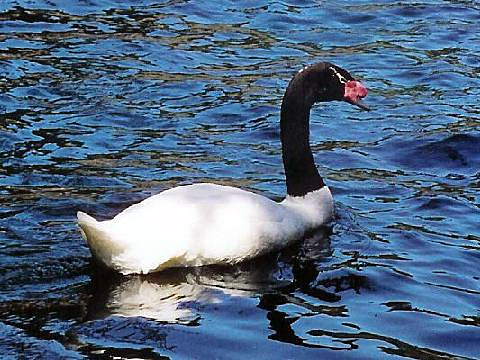
Cygne à cou noir.
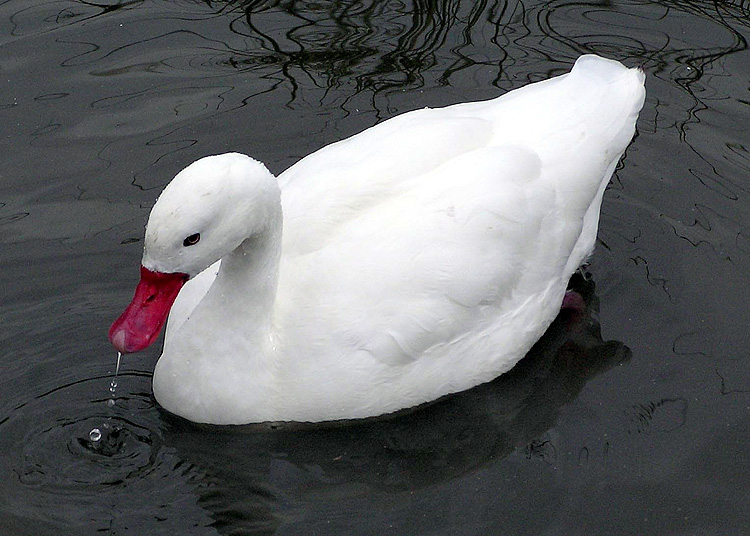
Cygne coscoroba coscoroba.
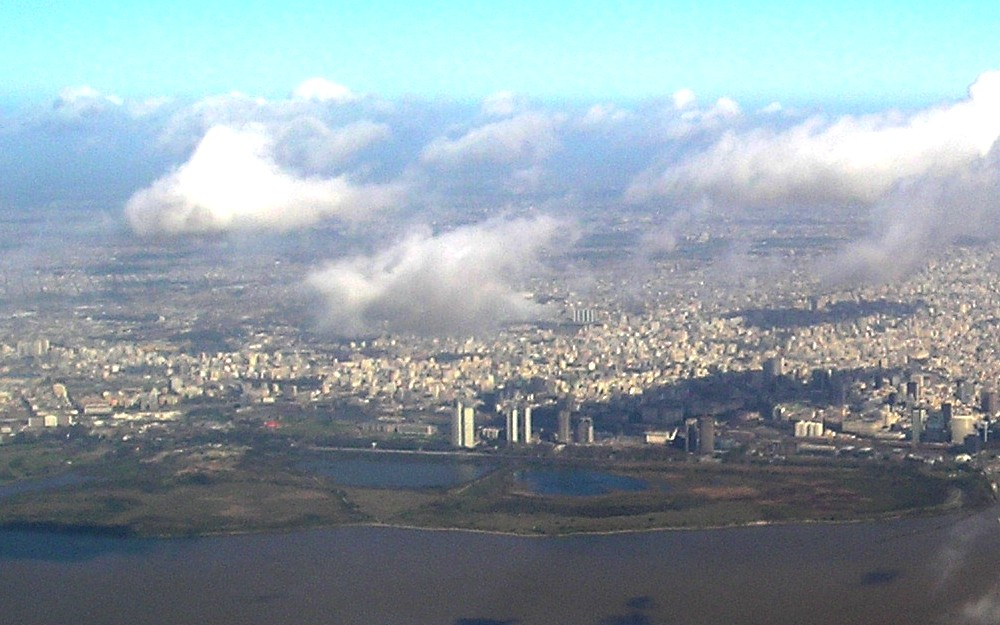
Réserve écologique, vue aérienne.

## Visites
La réserve écologique est ouverte durant toute l'année, de huit heure du matin à sept heure du soir. L'accès est gratuit. Son entrée est située dans la jetée du sud de l'avenue Costanera Sur. Il est possible d'observer la faune, faire de l'exercice, se promener sur ses sentiers, prendre des photos de la ville ou se reposer.